# René de Castries

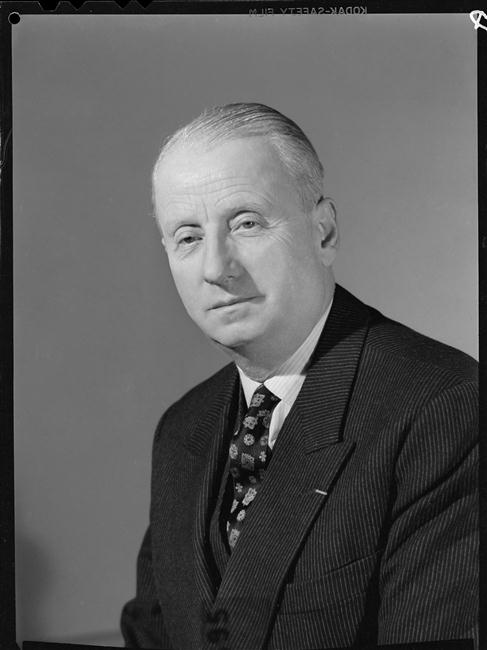

René de Castries, eigentl. René de La Croix de Castries, genannt Duc de Castries, (* 6. August 1908 in La Bastide-d’Engras, Département Gard; † 17. Juli 1986) war ein französischer Historiker, Schriftsteller und Mitglied der Académie française.
Die Académie française nahm 1972 René de Castries als Nachfolger des verstorbenen Theologen Marc Boegner als Mitglied auf (Fauteuil 2). 

## Leben
René de Castries entstammte dem französischen Hochadel (Haus Castries) und verbrachte seine Kindheit auf dem Familiensitz Château de Gaujac im Gard. Er besuchte Schulen in Nîmes und Versailles, studierte am Collège Saint-Jean in Fribourg sowie an der École Sainte-Geneviève in Versailles und schloss 1932 an der École libre des sciences politiques im Bereich öffentliche Finanzen ab.
1934 heiratete er Monique de Cassagne, mit der er drei Kinder hatte. 1935 erwarb er das Château de Castries bei Montpellier, das er restaurierte und in dem er sich auch dem Weinbau widmete. Während des Zweiten Weltkriegs wurde er 1939 mobilisiert und diente im Libanon, kehrte 1940 nach Frankreich zurück und war von 1941 bis 1950 Bürgermeister von Castries.
1985 schenkte er das Château de Castries der Académie française.
René de Castries starb 1986 in Paris und wurde auf dem Friedhof Saint-Lazare in Castries beigesetzt.

## Werk
Ab 1951 lebte Castries in Paris und widmete sich verstärkt der Geschichtsschreibung. Sein Schwerpunkt lag auf der französischen Geschichte des 18. und 19. Jahrhunderts. Seine erste große Biografie erschien 1956 und wurde von der Académie française ausgezeichnet. In den folgenden Jahrzehnten veröffentlichte er zahlreiche weitere Werke, darunter Biografien bedeutender Persönlichkeiten und Darstellungen historischer Epochen. Für seine Arbeiten erhielt er mehrere Preise, darunter den Prix Historia (1961) und den Prix des Ambassadeurs (1968).
René de Castries gilt als einer der produktivsten und angesehensten französischen Historiker seiner Zeit. Seine Werke sind bis heute Standardliteratur zur französischen Geschichte des 18. und 19. Jahrhunderts.

## Ehrungen
- Offizier der Ehrenlegion
- Commandeur des arts et des lettres
- Chevalier du mérite agricole
- 1977 Mitglied der Académie des jeux floraux